# María Antonia Iglesias
María Antonia Iglesias González (Madrid, 15 de enero de 1945-Panjón, Nigrán, Pontevedra, 29 de julio de 2014) fue una periodista y escritora española.

## Biografía
Nació en Madrid, aunque su familia paterna era de origen gallego. Su padre fue el pianista y musicólogo orensano Antonio Iglesias Álvarez (1918-2011).
Tras estudiar durante un año la carrera de Derecho, en 1968 obtuvo la diplomatura en Periodismo por la Escuela Oficial de Madrid y empezó a realizar prácticas en el diario Informaciones, medio en el que trabajó hasta su desaparición en 1979. Después seguiría su trabajo en otras publicaciones como las revistas Triunfo, Tiempo e Interviú, revista en la que denunció la trama de bebés robados durante el franquismo y los primeros años de la democracia, en una investigación realizada en los primeros meses de 1982 junto al reportero gráfico Germán Gallego. 
En el ejercicio de su actividad periodística conoció los entresijos de la Transición española y creó lazos de amistad con sus protagonistas políticos. El 23-F se encontraba en el Congreso de los Diputados en calidad de informadora.
En 1984 ingresó en Televisión Española y se integró en la plantilla de los Servicios Informativos en Torrespaña, como redactora del Área de Política de los Informativos de TVE y corresponsal política de los Telediarios, responsabilidad que compaginó con sus colaboraciones en Informe semanal, en el cual fue reportera, después en un pequeño periodo de tiempo fue editora y por último, en 1989, es nombrada directora de Informe semanal.
Un año más tarde, el 28 de marzo de 1990 fue nombrada directora de los Informativos de Televisión Española a petición de Ramón Colom, director de TVE. El 21 de septiembre de 1993 fue confirmada en la dirección de Informativos por Jordi García Candau, director general de RTVE. Permaneció en el cargo hasta el 14 de mayo de 1996, cuando fue cesada por Mónica Ridruejo, nueva directora general de RTVE, siendo relevada por Ernesto Sáenz de Buruaga. Durante su mandato recibió duras críticas desde los partidos de la oposición, principalmente del Partido Popular, que pidió su cese en repetidas ocasiones, acusándola de manipular la información y de favorecer políticamente al partido del Gobierno y a su presidente, Felipe González.
Tuvo entonces la oportunidad de entrevistar en profundidad a Manuel Fraga, José María Aznar, Xabier Arzalluz, Jordi Pujol y Felipe González, entre otros. En 1995 realizó un programa especial dedicado a la figura de Adolfo Suárez.
Tras salir de RTVE, colaboró desde 1997 en el diario El País, donde publicó numerosas entrevistas a los principales líderes políticos y también a personalidades académicas y miembros de la Iglesia católica o la banca, recopiladas en el volumen Cuerpo a cuerpo, editado por Aguilar en 2007. Para la presentación del libro convocó a los periodistas Iñaki Gabilondo, Luis del Olmo, Victoria Prego, Soledad Gallego-Díaz y José Antonio Zarzalejos.
En 1998 fue subdirectora del programa Cruce de caminos de Telecinco, presentado por María Teresa Campos e hizo reportajes para el canal Gran Vía Digital. Participó como analista en diversas tertulias de actualidad, tanto en radio —Hoy por hoy, de la Cadena SER; La tarde de Cope (1998); La Brújula del mundo (2001-2002), de Onda Cero o Protagonistas (2004-2006), de Punto Radio— como en televisión: Día a día (1996-2004), en Telecinco; Cada día (2004-2005) y Lo que inTeresa (2006), en Antena 3; Las mañanas de Cuatro (2006-2008), en Cuatro; Madrid opina (2006-2008), en Telemadrid y La mirada crítica (2008) y La noria (2008-2012) en Telecinco. Intervino asimismo en debates de Radio Euskadi y programas de actualidad de Canal Nou y ETB.
De enero a abril de 2012 y desde enero de 2013 colaboró en El gran debate de Telecinco y en las tertulias matinales de ABC Punto Radio. 
En 2013 recibió el título de Socia de Honor y la Insignia de Plata del Club Exxpopress de Periodistas de Galicia.
El 23 de septiembre de 2009 sufrió un amago de infarto tras una intervención en el programa La noria en Telecinco, programa al que volvió tras tres meses de ausencia en diciembre de 2009, aunque al poco lo tuvo que volver a dejar y regresó de nuevo en septiembre de 2010. En abril de 2012 sus problemas de salud le obligaron a abandonar progresivamente su actividad profesional, si bien apareció puntualmente para ser entrevistada por Jordi González —el 22 de septiembre de 2012 en El gran debate, tras cinco meses de ausencia— y por María Teresa Campos —el 10 de febrero de 2013 en ¡Qué tiempo tan feliz!— en Telecinco. 
En sus últimos años residió en su casa de la localidad pontevedresa de Panxón (Nigrán), donde falleció el 29 de julio de 2014 a las siete de la tarde, a la edad de 69 años.

## Libros publicados
Su labor como escritora la desarrolló fundamentalmente a partir de la entrevista periodística. En La memoria recuperada ofreció un análisis pormenorizado de la etapa de gobierno de Felipe González mediante conversaciones con sus protagonistas. Y en Maestros de la República puso en valor la figura de los maestros de la Segunda República española, recabando el testimonio de alumnos, vecinos y familiares de docentes asesinados. En 2009 editó Memoria de Euskadi, un conjunto de entrevistas que profundiza en la realidad política del País Vasco.
- 1997, Ermua, cuatro días de julio, sobre el asesinato de Miguel Ángel Blanco.
- 1999, Aquella España dulce y amarga / Carmen Sevilla y Paco Rabal.
- 2003, La memoria recuperada. Lo que nunca han contado Felipe González y los dirigentes socialistas.
- 2006, Maestros de la República. Los otros santos, los otros mártires.
- 2007, Cuerpo a cuerpo. Cómo son y cómo piensan los políticos españoles, recopilatorio de entrevistas realizadas por la autora.
- 2009, Memoria de Euskadi. La terapia de la verdad: todos lo cuentan todo.